# Colpochila ruficeps
Colpochila ruficeps är en skalbaggsart som beskrevs av Hermann Burmeister 1855. Colpochila ruficeps ingår i släktet Colpochila och familjen Melolonthidae. Inga underarter finns listade i Catalogue of Life.